# Moraea karroica
Moraea karroica är en irisväxtart som beskrevs av Peter Goldblatt. Moraea karroica ingår i släktet Moraea och familjen irisväxter. Inga underarter finns listade i Catalogue of Life.